# Graafschap Holstein-Itzehoe
Het graafschap Holstein-Itzehoe (Duits: Grafschaft Holstein-Itzehoe) was een land in het Heilige Roomse Rijk, dat geregeerd werd door het Huis Schaumburg. Het graafschap ontstond in 1273 door de verdeling van het graafschap Holstein tussen de twee zonen van graaf Johan I en Johans jongere broer Gerard I. Gerard kreeg ook het Graafschap Schaumburg aan de Wezer dat hij in personele unie met zijn deel van Holstein bestuurde. Na de dood van Gerard in 1290 deelden zijn drie zoons Holstein-Itzehoe verder op in Holstein-Plön, Holstein-Pinneberg met Schaumburg en Holstein-Rendsburg.

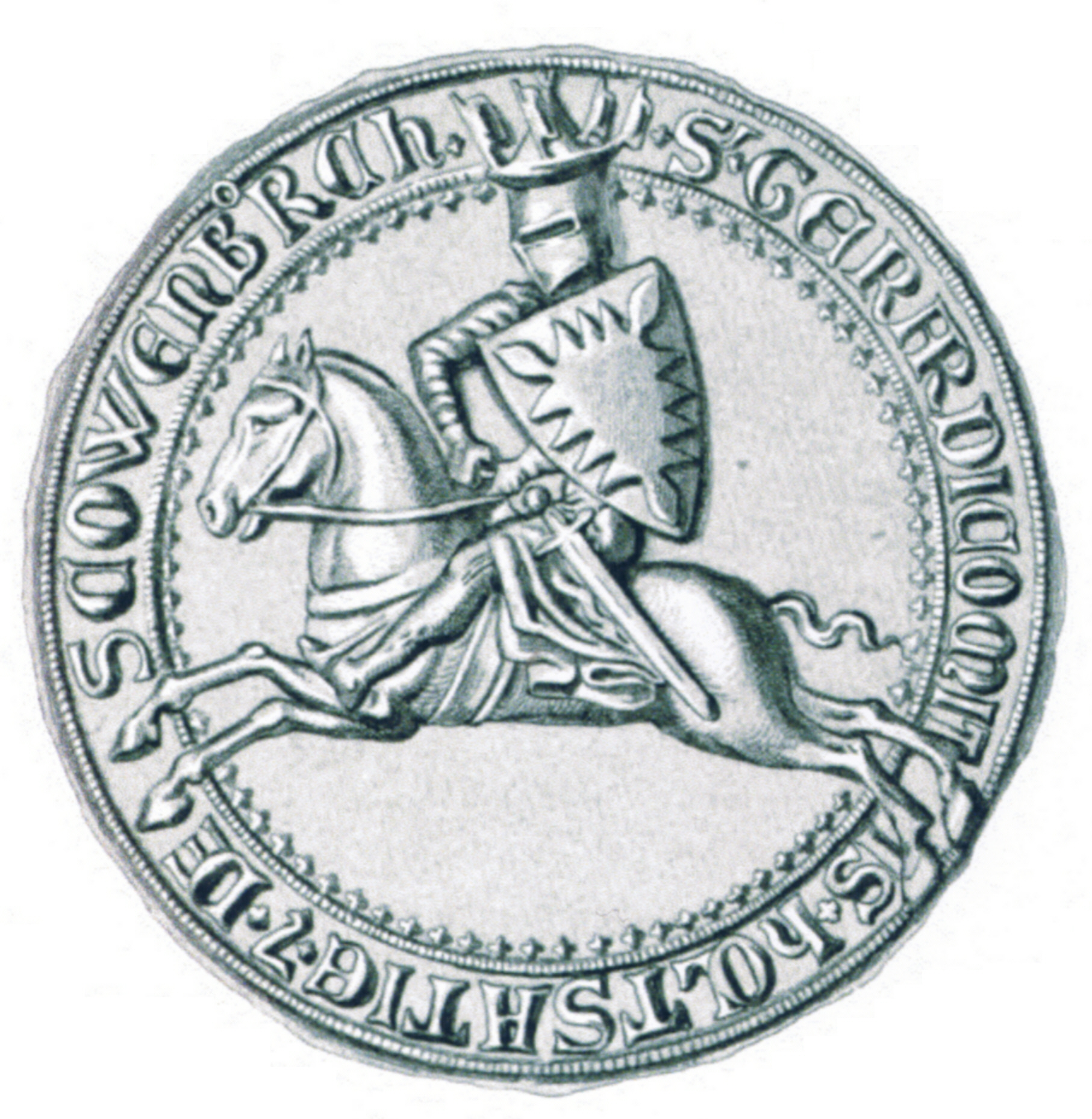
Zegel van graaf Gerard I, de enige graaf van Holstein-Itzehoe.

## Heerser
- 1273 - 1290: Gerard I